# Desire (musikalbum av Bob Dylan)
Desire är ett album av Bob Dylan, utgivet 5 januari 1976 och producerat av Don DeVito. Desire är första skivan där Dylan har en medförfattare (Jacques Levy) till texterna.
Jacques Levy, Emmylou Harris (sång) och Scarlet Riviera (violin) är tre personer som skapat mycket av den stämning som avspeglas på skivan. Ljudbilden präglas mycket av Harris körsång, Rivieras violin och Dylans säregna sång och gitarrspel.

## Låtlista
Låtarna skrivna av Bob Dylan och Jacques Levy, där inget annat namn anges.
1. "Hurricane" - 8:33
2. "Isis" - 6:58
3. "Mozambique" - 3:00
4. "One More Cup of Coffee (Valley Below)" (Bob Dylan) - 3:43
5. "Oh, Sister" - 4:05
6. "Joey" - 11:05
7. "Romance in Durango" - 5:50
8. "Black Diamond Bay" - 7:30
9. "Sara" (Bob Dylan) - 5:29

## Om låtarna
Hurricane, tillägnad boxaren Rubin Carter efter att Dylan hade läst den självbiografi som boxaren hade skrivit. När han hörde låten så skall han ha gråtit av glädje.
Mozambique började som en lek när Dylan och Levy försökte hitta på ord som rimmade på "ique".
One More Cup of Coffee en av de två sånger som Dylan har skrivit ensam på Desire. Målaren David Oppenheim skall ha tagit Dylan på en zigenarfestival i Sydfrankrike vilket då inspirerade honom till denna sång.
Romance in Durango. Eric Clapton medverkar på gitarr.
Sara sägs ha spelats in i studion med Bob Dylans fru Sara vid andra sidan glaset. Efter en tid av bråk och efter att inte ha sett varandra så skall hon ha besökt studion. Bob Dylan såg på henne "den här är till dig" så började han spela. Det är dock den femte versionen/tagningen som vi hör på skivan. I texten hävdar han också att Sad Eyed Lady of the Lowlands är tillägnad henne (Stayin' up for days in the Chelsea Hotel, / Writin' "Sad-Eyed Lady of the Lowlands" for you).

## Listplaceringar
| Lista (1976)   | Position |
| -------------- | -------- |
| Danmark        | 2        |
| Finland        | 4        |
| Frankrike      | 1        |
| Kanada         | 3        |
| Nederländerna  | 1        |
| Norge          | 4        |
| Nya Zeeland    | 3        |
| Storbritannien | 3        |
| Sverige        | 16       |
| USA            | 1        |
| Västtyskland   | 11       |
| Österrike      | 3        |